# Parti ouvrier socialiste révolutionnaire
Le Parti ouvrier socialiste révolutionnaire (POSR) était un parti politique socialiste français de tendance allemaniste. Actif de 1890 à 1905, il est l'un des partis ayant donné naissance au parti socialiste Section française de l'Internationale ouvrière en 1905.

## Historique
Le Parti ouvrier socialiste révolutionnaire est issu en 1890 d'une scission de la Fédération des travailleurs socialistes de France (FTSF, de tendance broussiste) menée par Jean Allemane. Le POSR est donc qualifié à l'époque de « parti allemaniste ».
Les allemanistes du POSR se distinguent au sein des partis socialistes de l'époque par la primauté donnée à l'action syndicale sur l'action politique, par le thème de la grève générale et aussi par l'antimilitarisme. Le POSR a donc été un vivier de futurs militants du syndicalisme révolutionnaire. Le POSR « a l'appui des artisans du vieux Paris ».
À côté du socialisme ouvriériste communard d'un Jean Allemane (lui-même ouvrier typographe et communard), un « socialisme d'intellectuels » se développe également au sein du POSR autour de Lucien Herr (bibliothécaire de l'École normale supérieure et maître à penser en socialisme de Jean Jaurès et Léon Blum) qui collabore au journal du POSR, Le Parti ouvrier. Ce courant donne la priorité à l'éducation du peuple.
Lors des élections législatives de 1893, cinq députés se réclamant du POSR sont élus : Alexandre Avez, Victor Dejeante, Pascal Faberot, Arthur Groussier et Edmond Toussaint, tous dans le département de la Seine.
En 1896, une partie des militants quitte le POSR et crée l'Alliance communiste révolutionnaire.
En 1902, une petite partie du Parti ouvrier socialiste révolutionnaire (POSR) va s'unir avec la Fédération des travailleurs socialistes de France (broussiste) et avec des socialistes indépendants au sein du Parti socialiste français (PSF). Ce dernier et le POSR seront deux des trois composantes de la Section française de l'Internationale ouvrière (SFIO) créée en 1905 aux côtés du Parti socialiste de France (la troisième composante).

## Personnalités du POSR
- Jean Allemane
- Émile Chausse
- Lucien Herr
- Jean-Baptiste Clément (poète)
- Alexandre Avez (député de la Seine de 1893 à 1896)
- Victor Dejeante, député
- Jean-Baptiste Dumay (député de la Seine de 1889 à 1893)
- Pascal Faberot (député de la Seine de 1893 à 1898)
- Arthur Groussier, député
- Élysée Lassalle, élu député des Ardennes en 1898
- Edmond Toussaint, député en 1893
- Adolphe Buscaillet, conseiller général de Bordeaux-Le Bouscat de 1904 à 1919
- Albert Bourderon, également syndicaliste de la CGT